# Donnchadh mac Maolsheachlainn
Donnchadh mac Maolsheachlainn  Ó Cellaigh (mort le 10 octobre 1424) est le 17e roi d'Uí Maine 
issu de la lignée des Ó Ceallaigh (anglicisé en  O' Kellys). Il règne de  1410 à 1424.  

## Contexte
Donnchadh est le cinquième fils de Maolsheachlainn mac Uilliam Buidhe. Après la mort de son frère Tagdh Ruadh mac  Maolsheachlainn il lui succède comme roi d'Ui Maine. Il meurt d'un trait de flèche ou de lance en voulant s'interposer lors d'un conflit entre ses propres sujets. En fait les Annales des quatre maîtres précisent plus loin qu'il ne s'agit pas d'un accident fortuit mais que Donnchadh a été tué à l'instigation des fils de son propre frère, Uilliam Ruadh (mort en 1420), le cadet de la fratrie qui voulaient s'imposer comme ses successeurs,.

## Postérité
Il avait plusieurs fils :  
- Aodh mort en 1415[7]
- Breassal († 1464) père de Donnchadh 22e roi d'Uí Maine associé à partir de 1488
- Tadhg († 1467) père de  Maolsheachlainn mac Taidgh 23e d'Uí Maine roi de 1499 à 1511

## Sources
- (en) T.W Moody, F.X. Martin et F.J. Byrne, A New History of Ireland IX Maps, Genealogies, Lists. A companion to Irish History part II, Oxford, Oxford University Press, 2011, 690 p. (ISBN 978-0-19-959306-4).
- (en) John O'DonovanThe Tribes and customs of Hy-Many, 1843.
- (en) Fr. Jerome A. Fahey The Parish of Ballinasloe.
- (en) Edward MacLysaghtThe Surnames of Ireland, Dublin, 1978.